# Mazus arenarius
Mazus arenarius är en tvåhjärtbladig växtart som beskrevs av Peter B. Heenan, P.N. Johnson och C.J. Webb. Mazus arenarius ingår i släktet Mazus och familjen Mazaceae. Inga underarter finns listade i Catalogue of Life.